# Trung tâm Thông tin Khoa học Quân sự
Trung tâm Thông tin Khoa học Quân sự  trực thuộc Bộ Quốc phòng Việt Nam là cơ quan tham mưu chiến lược đầu ngành toàn quân về công tác thông tin khoa học quân sự.
- Ngày thành lập: ngày 8 tháng 4 năm 1982
- Trụ sở: Số 1B, Nguyễn Tri Phương, Ba Đình, Hà Nội

## Lãnh đạo hiện nay
- Giám đốc: Đại tá Nguyễn Quang Trung
- Phó Giám đốc : Đại tá Đỗ Hồng Việt

## Tổ chức
- Phòng Kế hoạch
- Phòng Tư liệu - Biên tập
- Phòng Thông tin
- Ban Hành chính
- Ban Tài Chính

## Thành tích đạt được[2]
- Trung tâm Thông tin KHQS đã luôn nắm vững và thực hiện tốt chức năng nghiên cứu, đề xuất với BQP xây dựng hệ thống các văn bản quy phạm pháp luật về thông tin KHQS, cũng như quy hoạch phát triển của ngành, tạo hành lang pháp lý cho hoạt động TTKH trong quân đội; triển khai, thực hiện thành công hàng trăm đề tài khoa học, trong đó nhiều đề tài nghiên cứu có giá trị, đạt hiệu quả cao như: xây dựng công cụ tra cứu, tìm tin trên mạng Internet; biên soạn hệ thống tài liệu, giáo trình TTKH; nghiên cứu nâng cao chất lượng bảo đảm thông tin KHQS phục vụ lãnh đạo, chỉ huy trong điều kiện mới...; tích cực đổi mới, hiện đại hoá các trang thiết bị cho toàn ngành; đầu tư, nâng cấp hệ thống mạng thông tin KHQS (MISTEN) và Thư viện điện tử; đẩy mạnh phát triển thông tin nghe - nhìn theo hướng hiện đại, tạo sự đột phá và nền tảng vững chắc cho sự phát triển của ngành thông tin KHQS; hoàn thành và đưa vào hoạt động hiệu quả dự án Cổng thông tin điện tử và Báo điện tử Quốc phòng
- Về công tác tư liệu và thư viện, hàng năm, Trung tâm đã sưu tầm được trên 3.000 tài liệu, 200 loại sách báo, tạp chí trong và ngoài nước. Hiện nay, thư viện của Trung tâm đã có trên 68 vạn tên sách và tài liệu; hơn 1.000 tạp chí các loại, trong đó có 120 tạp chí nước ngoài; hàng nghìn các tư liệu khác; 150 nghìn biểu ghi cơ sở dữ liệu; 1.500 băng, đĩa hình cùng nhiều tài liệu tra cứu vũ khí trang bị của nước ngoài; trên 5.000 luận án, luận văn khoa học; nhiều loại từ điển và sách tra cứu có giá trị khác... Tất cả các tài liệu khoa học đang từng ngày được cập nhật và quản trị trên mạng máy tính của Trung tâm. Đây cũng là một trong những nguồn cung cấp chủ yếu các tài liệu về KHQS cho các cơ quan, đơn vị toàn quân.
- 1 Huân chương bảo vệ Tổ quốc hạng Nhì
- 3 Huân chương bảo vệ Tổ quốc hạng Ba
- 1 Huân chương chiến công hạng Ba
- Bằng khen của Thủ tướng Chính phủ;
- Nhiều Bằng khen, Cờ thưởng của BQP, Cờ thưởng luân lưu của Bộ Tổng Tham mưu - Cơ quan BQP, danh hiệu đơn vị Quyết thắng; 2 Huy chương vàng, 5 Huy chương bạc, giải đặc biệt và nhiều Bằng khen trong Liên hoan phim truyền hình toàn quân và toàn quốc.

## Giám đốc qua các thời kỳ
- Từ Linh, Thiếu tướng (2008)
- Nguyễn Kim Lãm, Thiếu tướng (2013)